# Puloerang
Puloerang is een bestuurslaag in het regentschap Ciamis van de provincie West-Java, Indonesië. Puloerang telt 5683 inwoners (volkstelling 2010).